# Moisès de Khorèn
Moisès de Khorèn (en armeni Մովսես Խորենացի) va ser un historiador armeni que va viure potser al segle v. Va néixer cap al 410, devia morir al voltant del 490.
Va ser, segons la tradició i alguns especialistes, poeta, historiador sobre el segle v, escriptor d'himnes i gramàtic. Alguns especialistes, basant-se en la seva obra, creuen, però, que hauria viscut en un període posterior, entre els segles VII i IX. Les seves dates biogràfiques són encara objecte d'una polèmica oberta.
No se sap on era Khorèn, el seu lloc de naixença, però s'ha posat que podria ser a la regió de Taron. A la seva obra es presenta com a deixeble de Mesrop d'Armènia i de sant Isaac, i diu que va anar a estudiar a l'estranger. Va visitar Edessa i Palestina abans d'instal·lar-se a Alexandria. Després va visitar Roma, Atenes i Constantinoble abans de tornar a Armènia cap a l'any 440. Amb més de seixanta anys, va ser anomenat bisbe. Al final de la seva vida va escriure l'obra més important i va morir cap a l'any 490.
La seva obra principal, Història d'Armènia, es diferencia dels escrits d'altres historiadors armenis contemporanis o anteriors perquè incorpora les tradicions orals de l'Armènia pagana i rastreja la història del país des dels seus orígens fins al segle V. A Moisès se li ha atorgat el títol de "pare de la història armènia". Aquesta Història conté notícies posteriors a la data suposada de la seva mort, i per això es creu de devia viure en una època posterior a la que en principi s'havia establert.